# きかんしゃトーマス・汽車のえほんの自動車キャラクター
きかんしゃトーマス・汽車のえほんの自動車キャラクター（きかんしゃトーマス・きしゃのえほんのじどうしゃキャラクター）では、レヴランド・ウィルバート・オードリーと息子のリチャード・クリストファー・オードリー(原作27巻から)が作り上げた、イギリスの架空の島ソドー島を舞台に、そこの鉄道網で活躍する機関車や自動車などとそれに関わる人々を描いた絵本『汽車のえほん』(きしゃのえほん、原題・The railway series)と、その映像化作品『きかんしゃトーマス』(きかんしゃトーマス、原題・Thomas the Tank Engine & Friends)のうち、バスや重機などの自動車キャラクターを扱う。

## メインキャラクター
テレンス （Terence）
英国吹き替え- トム・ストートン（第21-23シーズン）→ウィル・ブリッジウッド（第26シーズン-）
米国吹き替え- トム・ストートン（第21-23シーズン）→カイ・ハリス（第26シーズン）→マイロ・トリエルマックギボン（第27シーズン-）
日本吹き替え- 川津泰彦（第1-5シーズン）→田所陽向（第21-23シーズン）→久遠エリサ（第26シーズン-）
農場で働いているトラクター。モデルはキャタピラー・70。車体色はオレンジ。日本語版での一人称は「俺」（原作、第3シーズンでは「僕」）。
キャタピラーが付いていてどんな悪路でも走行できるが、その姿をトーマスにバカにされたこともあった。
走行性能を生かし、トーマスやエリザベスを雪から、バーティーを泥沼から救助したことがある。積雪の際には専用の除雪機を付けて作業する。
第5シーズンを最後に台詞が無くなり、第7シーズンから長編第3作『トーマスをすくえ!! ミステリーマウンテン』の間は全く登場しなかった。第2シーズンの「ゆうれいきかんしゃ」では石灰を運んだ荷車を引っ張るシーンがあったが、尺の都合で未公開シーンとなっている。
フルCG化してからは第21シーズンで登場する。
原作4巻及び人形劇では特徴的な眉を持っていたが、原作32巻以降及びCGシリーズでは普通の眉に変更されている。
2Dアニメ化してからは第26シーズンで登場する。
バーティー （Bertie）
英国・米国吹き替え- ケヴィン・フランク（長編第1作）→ルパート・ディガス（第15-16シーズン）→キース・ウィッカム（第17シーズン-）
日本吹き替え- 緑川光（第1-8シーズン）→川上貴史（第9-12シーズン）→酒巻光宏（第15シーズン-）
トーマスの親友であり、時にはライバルとなるバス。モデルはAEC・リーガル。車体色は赤。日本語版での一人称は「僕」。
トーマスとよく競争するが、実力ではトーマスのほうに軍配が上がることが多い。
トーマスの支線の横の道路を走っており、トーマスが走れないときは代わりに乗客を運ぶこともある。原作第9巻では、トーマスが乗員の体調不良で走れなくなった際に代替輸送を行っていた。クラクションは初登場初期と第5シーズン以降では別の物に変わるが、第8シーズンからはキャロラインの物に代わる。故障した際は主に顔の周りにあるラジエーターから煙が出ていることが多かったが、CGになってからはそのラジエーターがないまま煙が上がっていたこともあった。第14シーズンからは顔に再びラジエーターが付くようになった。
原作第9巻『青い機関車エドワード』とTV版第23シーズン以降は、ナンバープレート「CRD54」が付いている。なお、ナンバープレート番号の「CRD54」は挿絵を描いたクラレンス・レジナルド・ダルビーと第9巻の発行年である1954年に由来している。
第18シーズンではサムソンとハーヴィーにバス停の標識を勝手にスクラップにされかけた。
第19シーズンでは、自分のルートにジャングルや綺麗な滝があると言って、トーマスを怒らせ、話を聞いてもらえなかったことがある。
トレバー （Trevor）
英国吹き替え- ナイジェル・ピルキントン
米国吹き替え- クリストファー・ラグランド
日本吹き替え- 小林俊夫（第2-6シーズン）→酒巻光宏（第9シーズン-）
旧型のトラクション・エンジン（蒸気自動車）。モデルはウィリアム&フォスター社製のトラクション・エンジン。車体色は原作では黒だったが、人形劇とクリストファーの新作絵本では深緑。名前はオードリー牧師の隣人から。一人称は「僕」。
老朽化によりスクラップにされかかったが、エドワードに引き取り主を探してもらい、牧師さんの果樹園で働くことになった。今でも彼らは心からの親友である。
また時々だが港で働くことや、他の農夫にトレバーが貸し出されることもある。子供達が大好き。
初期の頃は目は動かなかったが、第3シーズンから動くようになった。
第10シーズン以降はエキストラとしての登場のみだったが、第12シーズンで登場し、CGになってからは第15シーズンで再び登場した。
以降また出番が無かったが、第19シーズン「たいせつなひつじ」で再登場。汽笛の音は第2-7シーズンのドナルドのものの音程を若干高くしたものである。
バルジー （Bulgy）
英国・米国吹き替え- コリン・マクファーレン
日本吹き替え- 郷里大輔（第3-7シーズン）→田所陽向（第21シーズン-）
赤いボディが自慢のダブルデッカーバス。原作とTV版で顔の構造が大きく異なり、原作ではヘッドライトが目でボンネットのグリルに鼻と口があったのに対し、TV版ではボンネットのグリルに灰色の四角い顔がついた構造をしている。モデルはAEC・リージェント。日本語版での一人称は「俺」。
鉄道よりも自動車が優れており、鉄道を廃止して道路を建設すべきと考えている。故に当初は鉄道を強く軽蔑しており、鉄道バスと嘘をついてダックとお客を取り合ったことがある。しかし、陸橋に引っかかって動けなくなってしまい、前述の嘘の罰で廃車扱いとなりニワトリ小屋にされてしまった。
原作ではここで終っていたが、TV版では数年後のある夏の日、修理工場に行ったトーマスとエミリーの代替輸送として道路に復帰させてもらい心を入れ替える。しかし、彼が眠っているうちに、古い小屋が懐かしくなったニワトリが乗り込み、車内はパニック状態になった。その後、ボディを緑色に塗り替えてハッチを付けバスとして働く傍ら、農家のお手伝いとして野菜を売っている。
原作第24巻『機関車オリバー』とTV版第23シーズン以降はナンバープレート「BLG1」が付いている。
その後第10シーズンではエキストラとして登場し、ミニストーリーと第12シーズンでは後ろ姿しか見せていないが、塗装を元の赤色に戻され再びエキストラとして登場した。
第21シーズンでフルCG初登場した際にも赤色のボディだった。この時トーマスはまだバルジーがニワトリ小屋にされたと思っており、久々に彼を見た時は驚いている。本人も鉄道嫌い・自動車主義なのは相変わらずのようであるが、どが過ぎるとまた鶏小屋にするとハット卿に叱られている。
原作・人形劇ともに同じ型の仲間がいたことがオリバーの発言で判明している。当初の名前はバルギーだった。
キャロライン （Caroline）
日本吹き替え- 江森浩子
クリケット選手が所有する赤いボディの自家用車の女性キャラ。モデルはモリス・オックスフォード。
高齢のためスピードを出すのが苦手ですぐにオーバーヒートしてしまう。そのことをジョージにバカにされた。
第8シーズンはマロン駅の駐車場、第9シーズンはブレンダムの港によく停まっているが動いてはいない。第10シーズン以降は全く登場していない。
ジョージ （George）
日本吹き替え- 平野正人
道路を舗装するスチームローラー。車体色は黄緑。モデルはエーブリング&ポーター社製のスチームローラー。大の鉄道嫌いで、「線路なんか最低だね。道路にしてやる」が口癖。最初は高山鉄道の線路脇で道路工事をしており、その頃から口の悪さで評判になっていた。その後、サー・ハンデルとやり合って貨車に突っ込み断線させる事故を起こす。
新しい道路を作る際に踏切の線路をそのままタールで舗装し道路に変える手抜き工事を行いトーマスを脱線させたり、ダックの貨車を本線に足止めさせてゴードンに跳ね飛ばさせたりと次々に問題を起こすため（もっとも、トーマスの脱線事故では信号所が停止信号を出し忘れたり、ゴードンの追突事故でも信号所が状況を確認せずにそのまま信号を切り替えてしまったのもあるが）ハット卿に大目玉を食らい、謹慎として製材所で1週間木を削る作業を命じられた。
1度クランクピンが折れたことがある。
TV版では顔は白だが、原作では車体と顔が一体化している為、黄緑である。
長編第1作「魔法の線路」とスピンオフ作品にも登場する予定だったが、没になった。第8シーズンからは運転室の屋根が灰色から黒に変更される。長編第2作「みんなあつまれ!!しゅっぱつしんこう」では台詞はないが正式に復活した。
トレバーと同様最初の頃は目が動かなかったが、第9シーズンから動くようになった。
第4シーズンの汽笛の音は第4シーズンのジェームスのものと音程がフルオクターブ高いもので、第5シーズンではトレバーのものと同様で、第9シーズンでは第2-7シーズンのドナルドのものと音程がフルオクターブ高いものである。長編第1作「魔法の線路」では、ディーゼル10の部下として登場する予定だったが、尺の都合でカットされた。長編第3作『トーマスをすくえ!! ミステリーマウンテン』ではお祭りの出し物として登場した。また、この作品以降は全く登場していない。
ブッチ （Butch）
英国吹き替え- ルパート・ディガス（第15シーズン）→マット・ウィルキンソン（第16シーズン-）
米国吹き替え- グレン・ウレッジ（第15-16シーズン）→スティーブ・キンマン（第17シーズン-）
日本吹き替え- 佐々木啓夫
大型レッカー車。モデルはスキャメル社製のレッカー車。車体色は黄色。
初登場時は顔無しでの登場だったが、第5シーズンの「いわのボルダー」から顔付きで登場した。また初めて喋ったのは第15シーズンにおいてである。
CGシリーズになってからはソドー・レスキューセンターの一員となって登場しており、両側のドアにレスキューセンターのロゴが付く。第15シーズンではレッカー用フックも強力な電磁石に取り替えられた。
エリザベス （Elizabeth）
日本吹き替え- 鈴木渢（第6-8シーズン）→根本圭子（第11シーズン-）
年代物のスチームローリー。モデルはセンティネル・スチームローリー。車体色は臙脂色。
長い間農場の納屋に置き去りにされていたが、トーマスが連結棒を折って動けなくなってしまった時、機関士が彼女を発見し、新しい連結棒を届けてくれた。その後、ハット卿が初めて運転した車が彼女だったことが判明した。ハット卿は彼女を以前の美しい姿に塗装し、今ではこの島で幸せに働いている。
とても気が強く、少し嫌味を言うこともある。しかしその性格は利用しやすく、ラスティーは一度彼女の性格を利用して廃線復帰の手伝いをさせるよう上手く口でのせた。
蒸気を出して走るのだが、製作体制が変わってからはエンジンが普通のトラックと同じになる。
第9・10シーズンは全く出てこなかったが、第11シーズンで再登場し、クラクションも第4-7シーズンのバーティーの物に代わる。
ケビン （Kevin）
英国吹き替え- マット・ウィルキンソン
米国吹き替え- ケリー・シェイル
日本吹き替え- 河杉貴志
長編第4作「伝説の英雄」から登場する黄色の小型クレーン車。若く天真爛漫で無邪気な性格。
ビクターと共に整備工場で働いている。未熟な新人で、よく荷物を落としては「フックが滑った」と言い訳している。ビクターのことは「ボス」と呼んでいる。モデルはRansomes & Rapier社製の6Tクレーン車。
第13シーズン「ガタガタクランキー」、第17シーズン「ケビンとクランキー」では、同じクレーンであるクランキーのことを気にしていた。港が混乱した日に、トップハム・ハット卿に頼まれてトーマスの貨車に乗り始めて港に行くことができた。
エース （Ace）
英国・米国吹き替え- ピーター・アンドレ、ロブ・ラックストロー（長編第14作、当初の予定）
日本吹き替え - ISSA（長編第14作）→白石兼斗（長編第14作-）
長編第14作「Go!Go!地球まるごとアドベンチャー」から登場するオーストラリア出身のラリーカー。車体色は黄色。ゼッケンは「43」。命知らずなスリルシーカー。自己中心的な性格で周囲から称賛される事を常に期待している。スピード狂でどんな地形でも恐れることはないが、水と野生動物が苦手。トライアンフ・スピットファイアがモデル。
エスター（Ester）
英国・米国吹き替え- フラミニア・チンクエ
日本吹き替え- 内山茉莉
長編第15作『チャオ!とんでうたってディスカバリー!!』から登場する、イタリアで働く小型のパワーショベル。車体色は白。車体番号は「33」。

## サブキャラクター
ローリー3兄弟 （Horrid lorries）
日本吹き替え- 稲田徹、遠藤守哉、塩屋浩三
3つ子のトラック。モデルはフォーデン社製のトラック。車体色は茜色。
とても威張り屋で機関車を露骨に見下しており、「機関車なんか要らない」などと言って因縁をつけていた。ところがローリー1はバックして海に転落、ローリー2は崖から転落して大破、ローリー3は小麦粉の積みすぎで故障と立て続けに事故を起こし、あっという間に3台ともお払い箱になってしまう。この事故の後、今まで馬鹿にしていたパーシー・ジェームス・トビーからその醜態ぶりを笑い飛ばされ、トーマスに「おやおや、呆れたトリオじゃないか。ペチャンコに、エンコに、ドンブラコだ（Well, well, the Brothers Grimm. Smashed, broken, and sunk.）」と馬鹿にされてしまう。その後は顔とプレートが外された同型のトラックが度々登場する。
サンパー （Thumper）
採石場で働くドリル車。車体色は赤。岩を切り出すのが仕事。彼が強引に岩を削りだしたため、岩のボルダーが暴走を始めてしまう。第5シーズンの「いわのボルダー」のみ登場。それ以降は一度も登場していない。モデル機が存在しない架空のデザインをしている。
マージ （Madge）
日本吹き替え- 葛城七穂
緑の小型輸送トレーラー。性別は女性。顔は逆三角形。小さなウィンチや平たいトレーラーが付いている。主に荷物を乗せる為だけにあるが、機関車を輸送する際は平たいトレーラーに線路が敷かれる。冗談好きで調子に乗りやすい性格で、ダンカンを輸送した際調子に乗りすぎて崖に落ちそうになったことがある。村のパレードの時は主に荷台の上にブラスバンドを乗せている。長編第3作『トーマスをすくえ!! ミステリーマウンテン』ではトーマスが古い町を見つけたことを踏切にいたマイティマックに伝えている。
ラリーたち （The Rally Cars）
トニー （Tony）
英国・米国吹き替え- マット・ウィルキンソン
日本吹き替え- 小田柿悠太
長編第14作「Go!Go!地球まるごとアドベンチャー」のみに登場するイギリス出身のラリーカー。車体色は紺色と白。
アンジェリーク （Angelique）
英国・米国吹き替え- レイチェル・ミラー
日本吹き替え- 天海由梨奈
長編第14作「Go!Go!地球まるごとアドベンチャー」のみに登場するフランス出身の女の子のラリーカー。車体色は萌葱色と白。
17番のラリーカー （Race Car #17）
英国・米国吹き替え- デヴィッド・メンキン
日本吹き替え- 白石兼斗
長編第14作「Go!Go!地球まるごとアドベンチャー」のみに登場するドイツ出身のラリーカー。車体色はワインレッド。
63番のラリーカー（Race Car #63）
英国・米国吹き替え- クリストファー・ラグランド
日本吹き替え- 東條達也
長編第14作「Go!Go!地球まるごとアドベンチャー」のみに登場する北アメリカ出身のラリーカー。車体色はワインレッドと濃赤茶色と白。
オーストラリアの2階建てバス（The Australian Buses）
英国・米国吹き替え- ティム・ベイン
日本吹き替え- 秋吉徹
第24シーズンのみに登場する、オーストラリアで働くバルジーと同型の双子の2階建てバス。
クレオ（Cleo）
英国・米国吹き替え- ハリエット・カーショウ
日本吹き替え- 古賀葵
第24シーズンのみ登場する。ルースが発明した自動車。車体色は赤。

## ソドー建設会社の重機
ジャック （Jack）
英国吹き替え- スティーブ・キンマン
米国吹き替え- デヴィッド・メンキン
日本吹き替え- 進藤尚美（第6シーズン）→中西英樹（長編第3作-第12シーズン）→根本圭子（長編第8作-）
トーマスの親友で、元気者のホイールローダー。モデルはJCB社製のホイールローダー。車体色は赤。
元気で明るく仕事熱心で勇気があるが、未熟なところがあり、張り切りすぎてトラブルを起こすこともある。車体番号は「11」。スピンオフ作品ではパイプ用のトレーラーを運ぶことが出来る。また彼にはクラクションが付いていることが判る。長編第3作『トーマスをすくえ!! ミステリーマウンテン』ではトーマスとの仲の良さが変わらなかったものの、マックスとモンティを叱ることが出来るようになっていた。
その後第12シーズンに登場、長編8作目からはフルCGで登場する。またその後に第19シーズン「やまのむこうがわ」にカメオ出演していた。顔が四角になりホイールは赤になる等、外見はかなりの変更が施された。
アルフィー （Alfie）
英国・米国吹き替え- ネイサン・クラーク（長編第11作-第20シーズン）→トム・ストートン（第23シーズン-）
日本吹き替え- 小林俊夫（第6シーズン）→竹内恵美子（長編第11作-）
ジャックの親友で、小型のホイール式パワーショベル。車体色は黄緑→緑。ジャックに仕事の楽しさを教える。車体番号は「12」。スピンオフ作品ではオリバーが解体していた建物に取り残されていた子猫を助けた事がある。その後長編第11作 で声がたかくなって再登場した。
その後長編第3作『トーマスをすくえ!! ミステリーマウンテン』や第12シーズンに登場し、長編第11作からはフルCGで登場する。
オリバー （Oliver）
英国・米国吹き替え- ティム・ウィットノール
日本吹き替え- 堀川りょう（第6シーズン）→小田柿悠太（長編第11作-）
工事現場で働く大型のパワーショベル。車体色は茶色。キャタピラ式。スピンオフ作品ではシャベルの部分をドリルや鉄球、クラッシャ（圧砕機）に取り替え可能。マックスに土砂を入れている時に恐竜の化石を見つけたことがある。また、彼専属のオペレーターが出てくる。車体番号は「14」。
長編第3作『トーマスをすくえ!! ミステリーマウンテン』にも登場し、長編第11作からはフルCGで登場する。
マックス （Max）
英国吹き替え- ティム・ウィットノール
米国吹き替え- ケリー・シェイル
日本吹き替え- 川津泰彦（第6シーズン）→藤井隼（第20シーズン-）
工事現場で働く乱暴な大型ダンプカー。車体色は赤。前方のバンパーは鉄骨である。みんなのガキ大将的存在。スピンオフ作品では双子のモンティとよく事故を起こすらしい。事故をおこしても、モンティと「自分のせいではない」といって逃げていく。車体番号は「15」。長編第3作『トーマスをすくえ!! ミステリーマウンテン』で再登場し、長編第11作からはフルCGで登場する。
モンティ （Monty）
英国吹き替え- ラスムス・ハーディカー
米国吹き替え- ロブ・ラックストロー
日本吹き替え- 藤井隼（第20シーズン-）
マックスと双子の大型ダンプカー。車体色は赤。前方のバンパーは鉄パイプである。彼もマックスと同じくみんなのガキ大将的存在だが、パトリックと衝突事故になりかけた時は少々心配気味の様子だった。車体番号は「16」。スピンオフ作品「On Site with Thomas」、「Thomas' Trusty Friends」、長編第3作『トーマスをすくえ!! ミステリーマウンテン』に登場し、長編第11作からはフルCGで登場する。
ケリー （Kelly）
日本吹き替え- 塩屋浩三
背高のっぽのクレーン車。車体色は濃青。いつもイザベラと一緒にいる。強風のときにイザベラを助けたことがあり、ジャックのよき理解者でもある。スピンオフ作品では彼専属のオペレーターが出てくる。車体番号は「17」。また、長編第3作『トーマスをすくえ!! ミステリーマウンテン』の挿入歌の映像で登場した。
バイロン （Byron）
日本吹き替え- 田中亮一
力持ちのブルドーザー。車体色は黄色。工事現場で働く仲間。車体番号は「18」。スピンオフ作品では自分の仕事ぶりを誰か見てほしいと思っているが、泥にはまったアルフィーを助けた事で、みんなから自分の仕事ぶりを見てもらうことが出来た。
ネッド （Ned）
日本吹き替え- 高戸靖広
スチームショベル。車体色は橙茶色。気は小さく脳天気な性格。大きなシャベルを持っており、時々砂利を多く入れすぎるためマックスとモンティに文句を言われることがある。橋の要石をアームにぶつけて落とす事故を起こしたり、ジャックに濡れ衣をかぶせられたことがある。車体番号は「19」。スピンオフ作品では第6シーズン同様、主任の言うことをよく聞いていて、ビルの解体作業をしてみたいと思っている。第6シーズンとスピンオフ作品では側面のロゴが変わっている。長編第3作『トーマスをすくえ!! ミステリーマウンテン』で再登場した。
イザベラ （Isobella）
日本吹き替え- 塩山由佳
エリザベスと同じ形の工事現場で働く女性のスチームローリー。車体色は黄色。生意気だが本当は優しい。車体番号は「22」。スピンオフ作品では泥だらけになるのが嫌だったが、そうなりながらも燃料を切らしたみんなの為に新しい燃料を運んだ。
パトリック （Patrick）
コンクリートミキサー車で威張り屋。車体色は濃茶色。自分が大事な仕事をしているといつも思っているが、そのことで他の仲間達の頭を悩ませてしまう（しかし本人は知らない）。その後マックスとモンティとの衝突事故を避けたものの、誤って道路に出てしまい、自分が貯めたコンクリートの中に突っ込んでしまう。車体番号は「23」。スピンオフ作品「On Site with Thomas」のみ登場。
バスター （Buster）
ジョージと同じ形のスチームローラーだが顔が大きい。車体色は濃赤。彼の運転手はヘルメットではなく、常に普通の作業帽。
英米版の初登場話「On Site with Thomas」では一度も喋っていなかったが、「Thomas' Trusty Friends」では彼が喋る機会が多くなった。その際はグラウンドに出来たモグラの穴を塞ぐため頑張って働いたり、トーマスに乗って運ばれているときに見た夢が実現したりした。スピンオフ作品「On Site with Thomas」、「Thomas' Trusty Friends」、長編第3作『トーマスをすくえ!! ミステリーマウンテン』で再登場。
ネルソン （Nelson）
輸送トレーラー・トラック。車体色は黒。「On Site with Thomas」で初登場。「Thomas' Trusty Friends」では後ろにマージ同様小さなウィンチが付いており 、仲間を輸送する際はいつも平たいトレーラーを付けている。専属のオペレーターもいる。いつも仲間を運んでばかりの毎日だが、たまには自分が運ばれてみたいといった夢を持っている。そしてパーシーが引く荷台に乗り実現した。車体番号は「10」。スピンオフ作品「On Site with Thomas」、「Thomas' Trusty Friends」に登場。
ブレンダ（Brenda）
英国・米国吹き替え- テレサ・ギャラガー
日本吹き替え- 織江珠生
女性のブルドーザー。車体色は青。車体番号「24」。キャタピラー製D9H型ブルドーザーがモデル。
長編第15作『チャオ!とんでうたってディスカバリー!!』から登場。完璧主義で地面を綺麗にしないと落ち着かない。
ダーシー（Darcy）
英国吹き替え- ハリエット・カーショウ（第23シーズン）→ジェシカ・キャロル（長編第19作-）
米国吹き替え- ハリエット・カーショウ（第23シーズン）→ダナ・プディコム（長編第19作-）
日本吹き替え- 古賀葵（第23シーズン）→やす子（長編第19作-）
トンネル掘削用の女性のボーリングマシン。車体色は黄色。XCMG製XTR260型がモデル。
第23シーズンのみ登場。明るく自信に満ち溢れた性格で、張り切るあまりドリルを不注意に動かす癖があり、始めのうちは他の仲間から敬遠されていたが、トンネル掘削の腕前を見せて受け入れてもらえるようになった。掘削時にはゴーグルを装着する。空洞に落ちたモンティを救出した事がある。長編第19作で再登場する。
ローディネーター（Road Finisher）
英国・米国吹き替え- ロブ・ラックストロー
日本吹き替え- 佐々木啓夫
第23シーズンのみ登場する、最新式のロボットの様な道路舗装機。車体色はコバルトブルーと黒。足で歩くようにキャタピラーを交互に動かして進みながら道路を敷いていく。運転席が何処にも見当たらない。終始サングラスを装着していた為、素顔は見られなかった。
日本語版と英米版で名称の異なる初めてのキャラクター。ジャックとアルフィーとオリバーとブレンダが想像したダーシーとしての姿のみの登場。
ナイジェル （Nigel）
スピンオフ作品に登場する予定だった、工事現場で働く輸送トラック。車体色は緑。マージやネルソンやブッチと同様、トレーラーを牽引している。車体番号は「21」。重機の中であまり目立ったギミックが無かったとの理由により、没になった。

## 玩具オリジナルキャラクター
ローリー4 （Lorry 4）
ローリー1、ローリー2、ローリー3と同型のトラック。車体色は灰青。カードゲームのみ登場。

## 絵本オリジナルキャラクター
アルジー （Algy）
バーティーと同型のバス。車体色は元々は黄色だったが、後に水色に塗り替えられている。水色になる前はバーティーと同様、片側の窓の奥行きがあった。年鑑シリーズのみの登場。
ザ・スペシャルバスサービス （The Special Bus Service）
バルジーと同型の2階建てバス。車体色は赤。
ザ・オープントップ・ダブルデッカーバス （The Open-Topped Double-Decker Bus）
バルジーに似た屋根無しの2階建てバス。車体色は黄色。
ザ・アイスクリームバン （The Ice-Cream Van）
ソドー島の子どもにアイスクリームを販売する移動販売車のバン。車体色は薄黄色。